# Binasco
Binasco là một đô thị ở tỉnh Milano thuộc vùng Lombardia của Italia, khoảng 15 km về phía tây nam củaMilano. Đến thời điểm 31 tháng 12 năm 2004, dân số đô thị này là 7.236 người, diện tích là3.9 km².
Binasco giáp các đô thị: Zibido San Giacomo, Noviglio, Lacchiarella, Vernate, Casarile.